# John Bel Edwards
John Bel Edwards (Amite, 16 de setembro de 1966) é um advogado e político americano. Filiado ao Partido Democrata, foi Governador da Luisiana de 11 de julho de 2016 a 8 de janeiro de 2024. Apesar de ser membro de um partido majoritariamente liberal, é descrito como sendo um conservador, sendo contrário ao aborto e a favor do direito ao porte de armas.
Em 2008, Edwards foi eleito para ocupar uma vaga na Membro da Câmara dos Representantes da Luisiana, permanecendo no cargo até 2016, e tendo sido líder da minoria (oposição) entre 2012 e 2015. Foi eleito governador da Luisiana com 56,1% dos votos em 2015, derrotando o senador republicano David Vitter.
É casado com Donna Hutto e tem duas filhas e um filho.